# HD 219828
HD 219828は、ペガスス座の方角約256光年離れた位置にある、8等級の恒星である。黄色準巨星で、核での水素核融合は終わっているとみられる。
| 太陽 | HD 219828 |
| ---- | --------- |
| 太陽 | Exoplanet |

## 惑星系
2007年に、ラ・シヤ天文台の3.6m望遠鏡を用いた視線速度法による観測で、海王星程度の大きさの太陽系外惑星HD 219828 bが発見された。
2016年には、オート＝プロヴァンス天文台の観測結果も加えて更に詳細な視線速度の分析を行った結果、惑星bの外側に木星の15倍以上の質量を持つ別の惑星HD 219828 cが発見された。この惑星cの公転軌道は、離心率が約0.8と非常に細長い楕円で、惑星bの公転軌道とは大きく違っており、既知の系外惑星系の中ではとても珍しい存在である。
| 名称 （恒星に近い順） | 質量      | 軌道長半径 （天文単位） | 公転周期 (日)       | 軌道離心率      | 軌道傾斜角 | 半径 |
| --------------------- | --------- | ----------------------- | ------------------- | --------------- | ---------- | ---- |
| b                     | > 21.0 M⊕ | 0.045                   | 3.834887 ± 0.000096 | 0059 ± 0.036    | —          | —    |
| c                     | > 15.1 MJ | 5.96                    | 4,791 ± 75          | 0.8115 ± 0.0032 | —          | —    |